# 圆头蚊母树
圆头蚊母树（学名：Distylium buxifolium var. rotundum）为金缕梅科蚊母树属下的一个变种。

## 扩展阅读
- 維基物種上的相關：圆头蚊母树